# Bahnhof Delmenhorst

Der Bahnhof Delmenhorst ist ein in der niedersächsischen Stadt Delmenhorst gelegener Trennungsbahnhof. Er liegt an der Bahnstrecke Bremen–Oldenburg und stellt den Beginn der Bahnstrecke Delmenhorst–Hesepe dar.

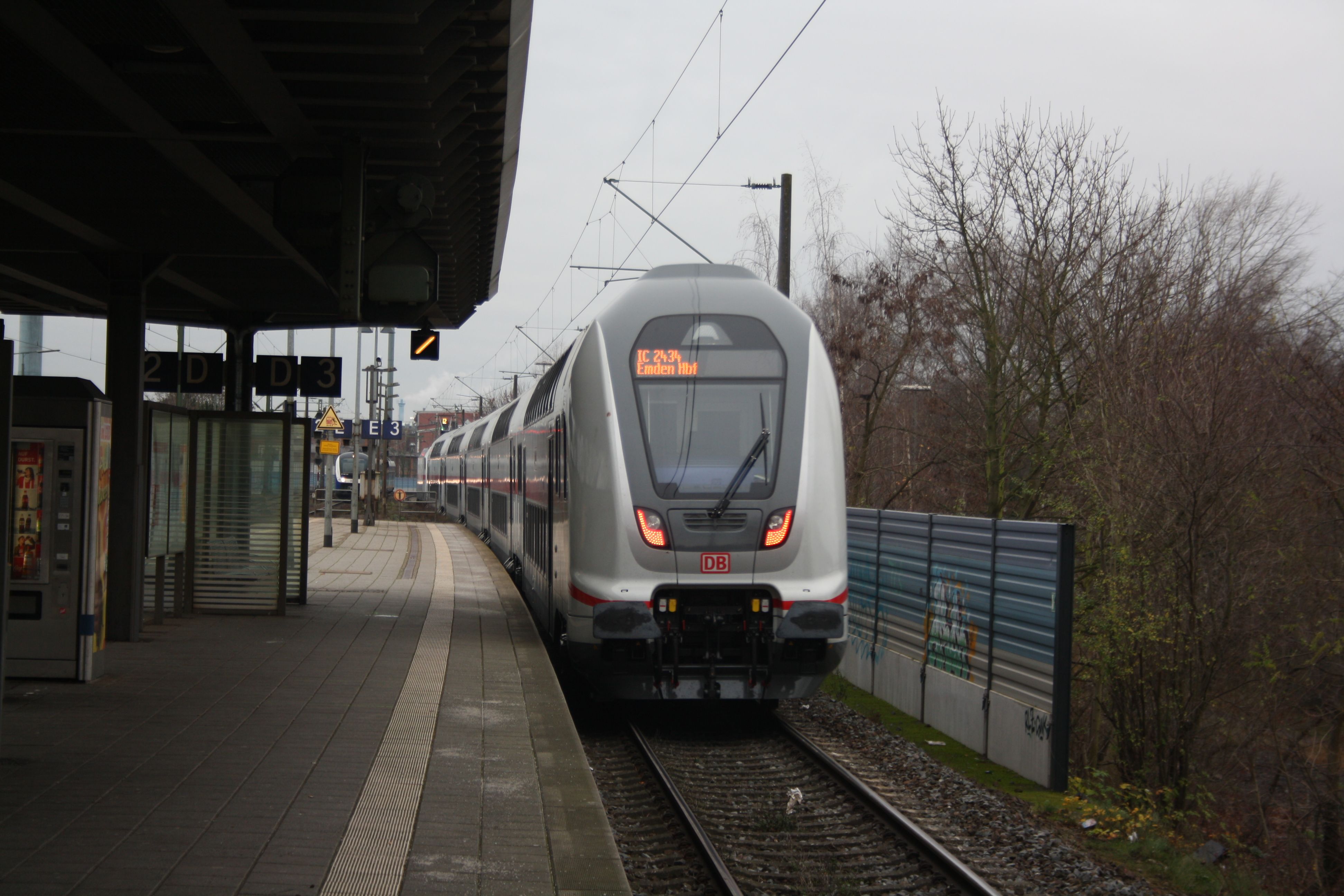
Doppelstock-IC nach Emden Hbf in Gleis 3 des Delmenhorster Bahnhofs (2015)

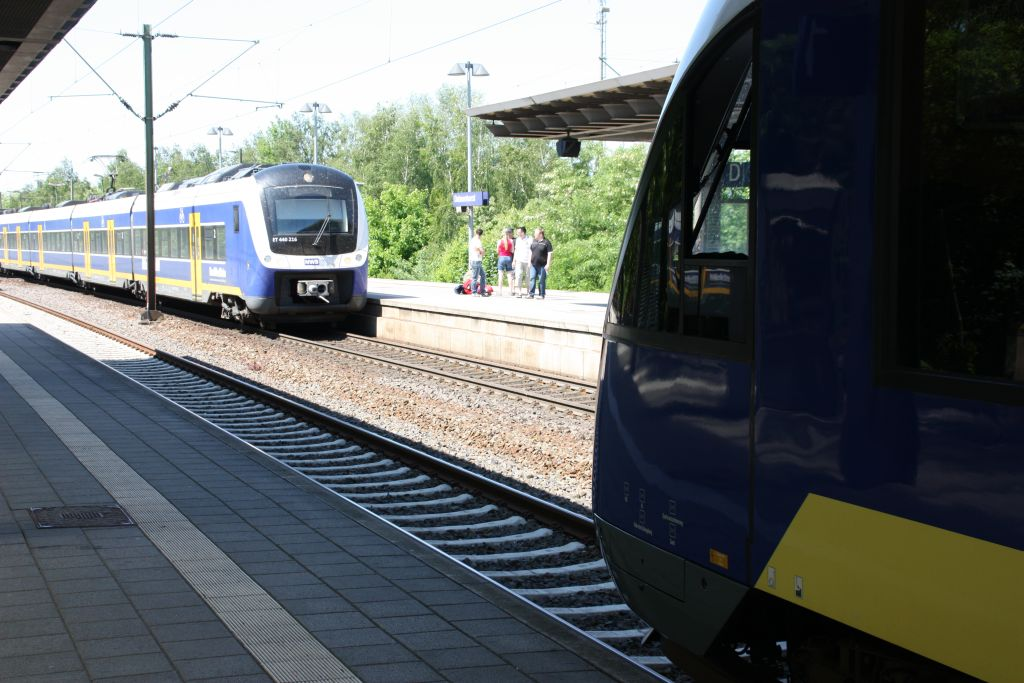
Züge der NordWestBahn in den Gleisen 1 und 2 im Bahnhof Delmenhorst (2012)

## Lage
Der Bahnhof befindet sich im Stadtzentrum von Delmenhorst. Während er an der Bahnstrecke Bremen–Oldenburg lediglich einen Zwischenhalt darstellt, ist der Bahnhof ursprünglich der Startpunkt der Bahnstrecke Delmenhorst–Hesepe gewesen. Die Züge der RB58 enden jedoch nicht in Delmenhorst, sondern sind bis zum Bremer Hauptbahnhof durchgebunden.

## Geschichte
Der Bahnhof wurde 1867 zusammen mit der Bahnstrecke Bremen–Oldenburg eröffnet. 1898 wurde die Bahnstrecke Delmenhorst–Hesepe in Betrieb genommen, 1922 die Bahnstrecke Delmenhorst–Lemwerder. Auch die Kleinbahn Delmenhorst–Harpstedt wurde 1912 direkt in den Bahnhof Delmenhorst geführt. 
Wegen der Behinderungen durch die Bahnübergänge im Stadtgebiet wurde der Bahnhof Delmenhorst 1970 in Dammlage verlegt und vollständig umgebaut. Die Strecken nach Harpstedt und Lemwerder hatten zu diesem Zeitpunkt bereits ihren Personenverkehr verloren und wurden in den neuen Bahnhof nicht mehr eingefädelt. Die Delmenhorst-Harpstedter Eisenbahn erhielt eine neue Anschlusskurve in Richtung Osten zum Güterbahnhof.
Ursprünglich lagen im Westkopf des Bahnhofs noch zwei Stumpfgleise, davon eines mit Bahnsteig (als Gleis 4). Diese Gleise wurden mangels Bedarf aufgegeben, nachdem seit 1997 alle Züge aus Richtung Vechta weiter in Richtung Bremen geführt wurden.
Im Jahr 2010 wurde die Regio-S-Bahn Bremen/Niedersachsen eingerichtet, die Delmenhorst mit den Linien RS3 und RS4 jeweils im Stundentakt bedient.

## Bahnhofsanlagen
Der Bahnhof verfügt über drei Bahnsteiggleise, die über den Nord- bzw. den Südeingang zu erreichen sind. Der Bahnsteig an Gleis 1 ist 56 cm hoch, um einen barrierefreien Zugang zu den Zügen der RB58 zu ermöglichen. Die Bahnsteige an den Gleisen 2 und 3, wo alle anderen Linien halten, sind 76 cm hoch. Beide Bahnsteige verfügen über einen Fahrstuhl.

## Verkehrsanbindung

### Fernverkehr
Im Fernverkehr wird Delmenhorst zweistündig von der Intercity-Linie 56 bedient, die zwischen Bremen und Norddeich bzw. Emden auch mit Tickets des Nahverkehrs genutzt werden darf. Einzelne ICE-Verbindungen der Linien 10 und 25 halten zudem in Tagesrandlage in Delmenhorst.
| Linie | Linienverlauf | Takt (min) | EVU            |
| ----- | --- | ---------- | -------------- |
| IC 56 | Emden Außenhafen / Norddeich Mole – Emden Hbf – Leer (Ostfr) – Bad Zwischenahn – Oldenburg (Oldb) Hbf – Hude – Delmenhorst – Bremen Hbf – Verden (Aller) – Nienburg (Weser) – Wunstorf – Hannover Hbf – Braunschweig Hbf – Magdeburg Hbf – Halle (Saale) Hbf – Leipzig Hbf | 120        | DB Fernverkehr |

### Regionalverkehr
Im Regionalverkehr wird Delmenhorst von fünf Linien bedient, die auf den Knotenpunkt Bremen ausgerichtet sind.
| Linie | Linienverlauf | Takt    | Betreiber     |
| ----- | --- | ------- | ------------- |
| RE 1  | Norddeich Mole – Norddeich – Norden – Marienhafe – Emden Hbf – Leer (Ostfriesland) – Augustfehn – Westerstede-Ocholt – Bad Zwischenahn – Oldenburg (Oldb) Hbf – Hude – Delmenhorst – Bremen Hbf – Bremen-Mahndorf – Achim – Verden (Aller) – Dörverden – Eystrup – Nienburg/Weser – Neustadt a Rübenberge – Wunstorf – Hannover Hbf Stand: Fahrplanwechsel Dezember 2024 | 120 min | DB Regio Nord |
| RB 58 | Bremen Hbf – Bremen-Neustadt – Delmenhorst – Ganderkesee – Brettorf – Wildeshausen – Rechterfeld – Goldenstedt (Oldb) – Lutten – Vechta – Lohne (Oldb) – Mühlen (Oldb) – Steinfeld (Oldb) – Holdorf (Oldb) – Neuenkirchen (Oldb) – Rieste – Hesepe – Bramsche – Achmer – Halen – Osnabrück Altstadt – Osnabrück Hbf Stand: Fahrplanwechsel Dezember 2023                 | 60 min  | NordWestBahn  |
| RS 3  | Bremen Hbf – Bremen-Neustadt – Heidkrug – Delmenhorst – Hoykenkamp – Schierbrok – Bookholzberg – Hude – Wüsting – Oldenburg (Oldb) Hbf (– Oldenburg-Wechloy – Bad Zwischenahn) (einzelne Züge in Tagesrandlage) Stand: Fahrplanwechsel Dezember 2023 | 60 min  | NordWestBahn  |
| RS 30 | Bremen Hbf – Delmenhorst – Hude – Oldenburg (Oldb) Hbf – Oldenburg-Wechloy – Bad Zwischenahn Stand: Fahrplanwechsel Dezember 2023 | 60 min  | NordWestBahn  |
| RS 4  | Bremen Hbf – Bremen-Neustadt – Heidkrug – Delmenhorst – Hoykenkamp – Schierbrok – Bookholzberg – Hude – Berne – Elsfleth – Kirchhammelwarden – Brake (Unterweser) – Rodenkirchen (Oldb) – Kleinensiel – Nordenham Stand: Fahrplanwechsel Dezember 2023 | 60 min  | NordWestBahn  |

### Busverkehr

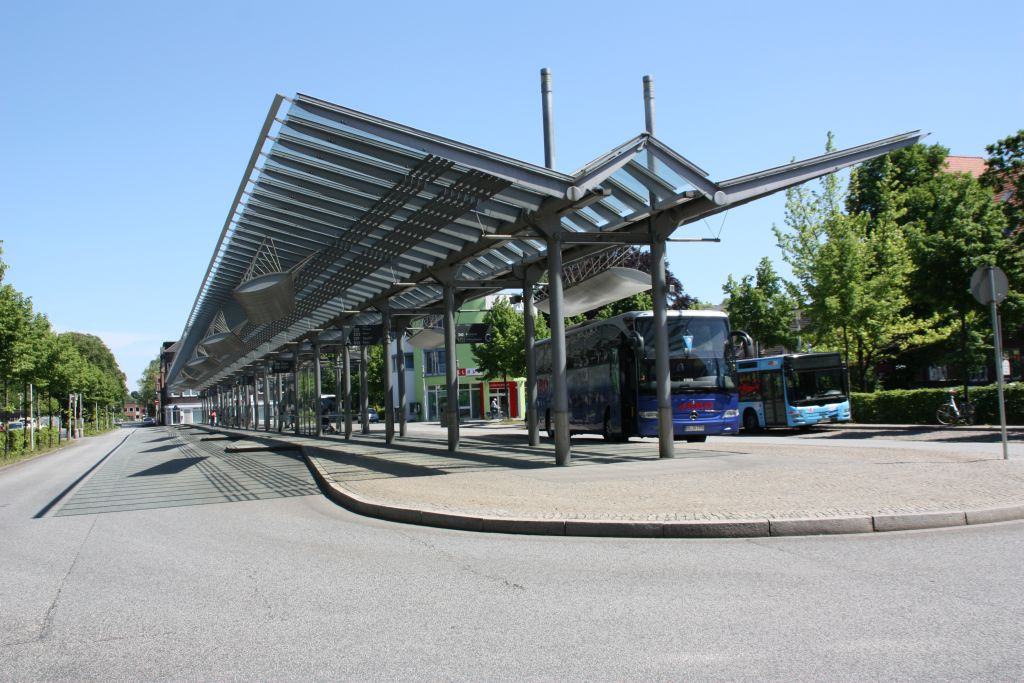
Bahnhof/ZOB

Im Stadtbusverkehr stellt der Bahnhof zusammen mit dem ZOB den zentralen Umsteigepunkt im städtischen Liniennetz von Delbus dar. Hier verkehren täglich die Stadtbuslinien (201–207 im Hauptnetz; 212–216, 218 im Nebennetz) und dem „Deichläufer“ (450) von/nach Berne. An Wochentagen wird er außerdem von zwei Linien (221, 222) des Bürgerbus Ganderkesee, zwei Schulbuslinien (229, 256), einer Werkbuslinie (238) zum Mercedes-Benz Werk Bremen sowie einer weiteren Regionalbuslinie (240) angefahren. Ein Hauch Nachtverkehr existiert in Form einer Nachtschwärmerlinie (N26), die (neben dem Bahnhof) nur zwei weitere Haltestellen im Stadtgebiet bedient. 

## Haltepunkt Heidkrug

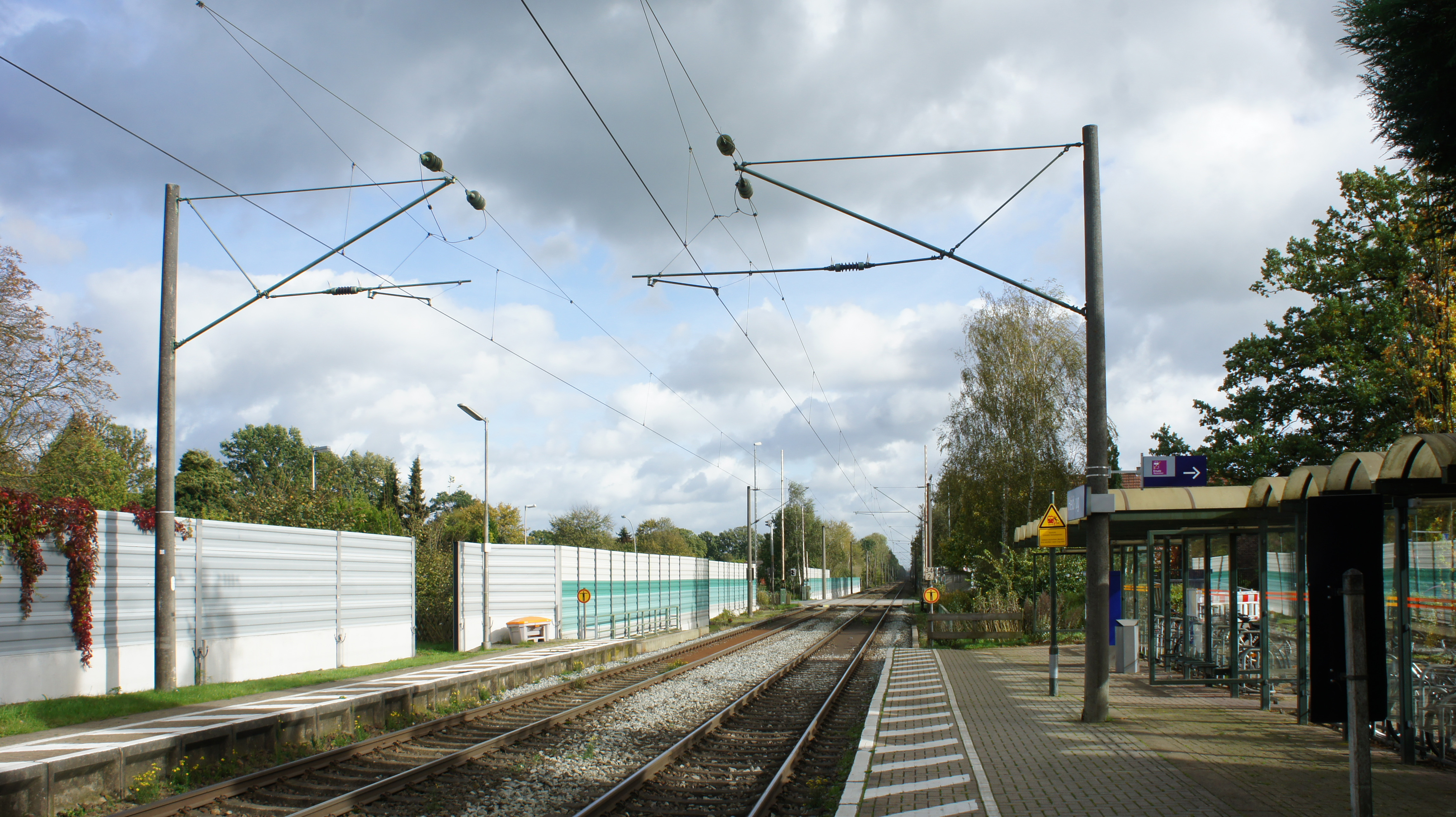
Haltepunkt Heidkrug (2017)

Im Osten des Delmenhorster Stadtgebietes befindet sich mit dem Haltepunkt Heidkrug eine weitere Bahnstation. Diese wird von den Linien RS3 und RS4 bedient.